# Aphodius merdarius
Aphodius merdarius là một loài bọ cánh cứng trong họ Scarabaeidae. Loài này được Fabricius miêu tả khoa học năm 1775.